# Patalene harpagulata
Patalene harpagulata är en fjärilsart som beskrevs av Achille Guenée 1858. Patalene harpagulata ingår i släktet Patalene och familjen mätare. Inga underarter finns listade i Catalogue of Life.